# آیگلتینگن
آیگلتینگن (به آلمانی: Eigeltingen) یک شهر در آلمان است که در Konstanz واقع شده‌است. آیگلتینگن ۳٬۵۶۳ نفر جمعیت دارد.